# Devorador de pecados
Devorador de pecados refere-se a uma pessoa que, através de meios rituais, por meio de comida e bebida, assume os pecados de uma pessoa, muitas vezes devido a uma morte recente, assim absolvendo a alma e permitindo que a pessoa descanse em paz. No estudo do folclore devorador de pecados é considerado uma forma de magia religiosa.
Este ritual é dito ter sido praticado em partes da Inglaterra e Escócia, e supostamente sobreviveu até final do século XIX ou início do século XX no País de Gales e os adjacentes Welsh Marches de Shropshire e Herefordshire, bem como certas partes da Appalachia na América.
Tradicionalmente, era realizada por um mendigo, e algumas aldeias mantinham seus próprios devoradores de pecados. Eles seriam levados para o leito do moribundo, onde um parente colocaria um pedaço de pão no peito do moribundo e passava uma tigela de cerveja para ele sobre o cadáver. Depois de rezar ou recitar o ritual, ele, então, bebia e remover o pão da mama para comê-lo, o ato de que iria remover o pecado da pessoa que está morrendo e levá-la para dentro de si.

## História
A figura do devorador de pecados, embora tenha várias referências na cultura moderna, as questões de como era a prática comum, e as interações entre o devorador de pecados e as pessoas comuns permanecem no reino do folclore.

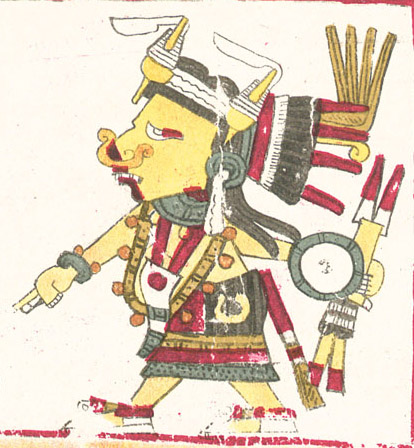
A representação de Tlazoteotl, como denominado no manuscrito Códice Borgia.

Tlazolteotl, a deusa asteca da terra, da maternidade e da fertilidade, tinha uma função redentora nas práticas religiosas da civilização da Mesoamérica. No final da vida de um indivíduo, ele é autorizado a confessar seus crimes a esta divindade, e segundo a lenda ela limpa sua alma "comendo a sua sujeira".
Uma lenda local, em Shropshire, Inglaterra, diz respeito ao túmulo de Richard Munslow, que morreu em 1906, disse ser o último devorador de pecados da área:
"Ao comer pão e beber cerveja, e fazendo um breve discurso ao lado da sepultura, o devorador de pecados tomou sobre si os pecados do defunto". O discurso foi escrito como: ".... Eu dou servidão e descanso agora a ti, querido homem. Não venham em nossas vias ou nos nossos prados. E para a tua paz eu comprometo minha própria alma. Amém"
O livro Funeral Customs (práticas funerais), Bertram S. Puckle (1926) menciona o devorador de pecados:
"O professor Evans do Colégio Presbiteriano, Carmarthen, realmente viu um devorador de pecados no ano de 1825, que vivia perto de Llanwenog, Cardiganshire. Abominável pelos aldeões supersticiosos como o imundo, o devorador de pecados cortou todas suas relações sociais com seus semelhantes por causa da vida que havia escolhido; ele viveu como uma regra em um lugar remoto por si mesmo, e aqueles que tiveram a oportunidade de conhecê-lo o evitavam como se fosse um leproso. Este infeliz foi detido por bruxaria, encantamentos e práticas profanas; apenas quando a morte lhe ocorreu que eles o procuraram, e quando seu propósito foi realizado, queimaram a tigela de madeira e do prato de onde ele havia comido o alimento entregue em todo, ou colocado sobre o cadáver de seu consumo".
Howlett menciona o devorador de pecados como um velho costume em Hereford. Descrevendo assim, a prática: "O cadáver sendo retirado da casa, e posicionado em um esquife, um pedaço de pão que fica sobre o cadáver é dado ao devorador de pecados, também uma tigela, cheia de cerveja. Estes consumidos, uma taxa de seis pences foi-lhe dado por consideração de ter tomando sobre si os pecados do falecido, que, assim, liberto, não queira vagar após a morte."
A Encyclopædia Britannica 1911 afirma em seu artigo sobre o "devorador de pecados":
"A sobrevivência simbólica do que (o devorador de pecados) foi testemunhada recentemente, em 1893, Market Drayton, Shropshire. Depois de um serviço preliminar foi realizada sobre o caixão na casa, uma mulher derramou um copo de vinho para cada portador e entrega um 'biscuit funeral'. Na Alta Baviera o devorador de pecados ainda sobrevive: um bolo de cadáver é colocado sobre o peito do morto e, em seguida, comido pelo parente mais próximo, enquanto na península balcânica uma imagem do falecido num pão pequeno é feito e consumido pelos sobreviventes da família. Os dead-cake holandeses marcados com as iniciais do falecido, introduzidos na América no século XVII, foram por muito tempo dado aos atendentes em funerais na antiga Nova York. Os bolos de enterro, que continuam a ser feitos em partes da Inglaterra rural, por exemplo, Lincolnshire e Cumberland, são quase certamente uma relíquia do devorador de pecados".